# Skalörarna
Skalörarna är en halvö i Finland. Den ligger i Korsholms kommun i landskapet Österbotten, i den västra delen av landet, 400 km nordväst om huvudstaden Helsingfors.